# Teodor I (prawosławny patriarcha Antiochii)
Teodor I – chalcedoński patriarcha Antiochii w latach 751–797.